# بيغ جون ستود
بيغ جون ستود (بالإنجليزية: Big John Studd)‏ وإسمه الحقيقي جون وليام مينتون (بالإنجليزية: John William Minton)‏ هو مصارع محترف وممثل أمريكي ولد في يوم 19 فبراير 1948 في بلدة بتلر في بنسلفانيا في الولايات المتحدة، عرف بظهوره في عروض دبليو دبليو إي في عقد السبعينات وعقد الثمانينات وتمكن من الفوز ببطولة NWA الأمريكية للوزن الثقيل و بطولة NWA للزوجي وهو يعتبر الفائز بمباراة رويل رامبل في سنة 1989، توفي في يوم 20 مارس 1995 جراء إصابته بسرطان الكبد وتم تكريمه في قاعة المشاهير في 2004.

## روابط خارجية
- بيغ جون ستود على موقع IMDb (الإنجليزية)
- بيغ جون ستود على موقع أول موفي (الإنجليزية)
- بيغ جون ستود على موقع قاعدة بيانات الفيلم (الإنجليزية)
- بيغ جون ستود على موقع دبليو دبليو إي (الإنجليزية)
- بيغ جون ستود على موقع WrestlingData.com (الإنجليزية)
- بيغ جون ستود على موقع CageMatch worker (الإنجليزية)
- بيغ جون ستود على موقع قاعدة بيانات المصارعة على الإنترنت (الإنجليزية)
- بيغ جون ستود على موقع عالم المصارعة على الإنترنت (الإنجليزية)